# Jennylyn Mercado
Ana Pineda Jennylyn (Las Piñas, Metro Manila, 15 de mayo de 1987), también conocida artísticamente como Jennylyn Mercado es una actriz y cantante filipina. Fue la ganadora de la primera temporada del StarStruck en competencia, un sueño hecho realidad para la artista que estuvo basada en la búsqueda de talentos en demostrar en el GMA Network de las Filipinas. En 2003, se unió a la demostración del Starstruck y junto con Mark Herras y se proclamaron ganadores de la competencia. Cada uno de ellos recibió un millón de pesos filipinos y además de los contratos exclusivos de la cadena televisiva GMA. Después de ganar en el Starstruck, ella ha participado en varias películas incluyendo en la tan felices juntos y la película de adolescente-Deje de un amor de comenzar. En televisión, también ha actuado en la fantasía de la telenovela Encantadia, I Luv NY, ahora y siempre, titulado Dangal y Super gemelos. Ella lanzó su primer álbum discográfico titulado "Vivir el sueño", que contiene composiciones originales del compositor Vehnee Saturno y un transportista único, titulado "kahit Sandali". En mayo de 2006, Mercado lanza su segundo álbum, sin dejar que la canción "Sa Aking Panaginip" fuera incluida nuevamente compuesta por Vehnee Saturno. Su primer gran concierto se celebró el 15 de mayo de 2006, día de sus cumpleaños en el Museo de Música de Greenhills. 

## Filmografía

### Televisión
- 2015 - Second Chances - Dr. Lyra Villacorta-Bermudez
- 2009 Obra Obra various diversos GMA Network Red de Evaluación.
- 2009 Sine Novela : Paano Ba Ang Mangarap? Sine Novela: Paano Ba Ang Mangarap? Lisa GMA Network Red de Evaluación.
- 2008 Sine Novela : Kaputol ng Isang Awit Sine Novela: Kaputol ng Isang Awit Charmaine Ambrosio Charmaine Ambrosio GMA Network Red de Evaluación.
- 2007 La Vendetta La Vendetta Almira Cardinale Almira Cardinale GMA Network Red de Evaluación.
- 2007 Super Twins Super Gemelos Super S Super S GMA Network Red de Evaluación.
- 2006 Now and Forever: Dangal Ahora y siempre: Dangal Alta GMA Network Red de Evaluación.
- 2006 I Luv NY I Luv NY Natalie Young Natalie Pareja GMA Network Red de Evaluación.
- 2006 Encantadia: Pag-ibig Hanggang Wakas Encantadia: Pag-ibig Hanggang Wakas Lira GMA Network Red de Evaluación.
- 2005 Encantadia Encantadia Milagros / Lira Milagros / Lira GMA Network Red de Evaluación.
- 2004 Joyride Joyride Casey GMA Network Red de Evaluación.
- 2004 All Together Now Todos juntos Sugar De azúcar GMA Network Red de Evaluación.
- 2004 Forever in my Heart Siempre en mi corazón Joey GMA Network Red de Evaluación.
- 2004 SOP Gigsters SOP Gigsters Herself-Performer-Host Ella misma-Intérprete huésped GMA Network Red de Evaluación.
- 2004 Click Barkada Hunt Haga clic en Barkada Hunt Herself Ella misma GMA Network Red de Evaluación.
- 2004 SOP SOP Herself-Performer-Host Ella misma-Intérprete huésped GMA Network Red de Evaluación.
- 2004 Stage 1: LIVE! Etapa 1: LIVE! Herself Ella misma GMA Network Red de Evaluación.
- 2004 Stage 1: The StarStruck Playhouse Etapa 1: El StarStruck Playhouse Various Varios GMA Network Red de Evaluación.
- 2004 StarStruck StarStruck Ultimate Female Survivor (Winner) Mujeres Sobrevivientes final (Ganador) GMA Network Red de Evaluación.
- 2003 Ang Iibigin Ay Ikaw Pa Rin Ang Iibigin Ay Ikaw Pa Rin Rio Locsin's student Río Locsin del estudiante.
- 2003 Kay Tagal Kang Hinintay Kay Tagal Kang Hinintay Aira ABS-CBN Network ABS-CBN Red.
- 2003 Habang Kapiling Ka Habang Kapiling Ka Chynna Ortaleza's friend Chynna Ortaleza del amigo GMA Network Red de Evaluación.
- 2003 Ang Iibigin Ay Ikaw Ang Iibigin Ay Ikaw Aiza GMA Network Red de Evaluación.

### Películas
- 2008 One Night Only One Night Only Elvie Octoarts Films Películas Octoarts
- 2008 Half-Blood Samurai - Media sangre Samurái Kristine Forward Films Philippines Adelante Películas Filipinas.
- 2007 Nars Seminarios Ella Carl & Carl Productions (Indie Film) Carl y Carl Productions (Indie Film).
- 2007 Resiklo Resiklo Bianca Imus Production Imus Producción.
- 2007 Tiyanaks Tiyanaks Rina Regal Films Regal Películas.
- 2007 Angels: Angel de Amor Vivian / Bianang Vivian / Bianang Eagle Eye Productions Eagle Eye Productions.
- 2006 Super Noypi Super Noypi Lia Regal Films Regal Películas.
- 2006 Eternity Eternidad Megan Regal Films Regal Películas.
- 2006 Blue Moon Blue Moon Cora / Corazón Cora / Corazón Regal Films Regal Películas.
- 2005 Lovestruck Lovestruck Denise GMA Films GMA Películas.
- 2005 Say That You Love Me Decir que me amas Kristine GMA Films GMA Películas.
- 2005 Let the Love Begin Deja que el amor de empezar Alex Regal Films & GMA Films Regal GMA Films & Cine.
- 2004 So Happy Together Así que felices juntos Wena Regal Films Regal Películas.

## Discografía

### Álbumes
- 2008-Lo Mejor de Jennylyn Mercado - Tercer disco en solitario.
- 2006-Segundo álbum en solitario de oro certificado de copias vendidas 15.000 unidades
- 2006-"Momentos de amor" - con la colaboración Janno Gibbs.
- 2005-Único: "La Navidad en todo el mundo".
- 2004-Vivir el sueño